# Syngrapha simulans
Syngrapha simulans är en fjärilsart som beskrevs av Mcdunnough 1944. Syngrapha simulans ingår i släktet Syngrapha och familjen nattflyn. Inga underarter finns listade i Catalogue of Life.